# Ennealophus boliviensis
Ennealophus boliviensis är en irisväxtart som först beskrevs av John Gilbert Baker, och fick sitt nu gällande namn av Pierfelice Ravenna. Ennealophus boliviensis ingår i släktet Ennealophus och familjen irisväxter.
Artens utbredningsområde är Bolivia. Inga underarter finns listade i Catalogue of Life.